# Paio Mendes Sored

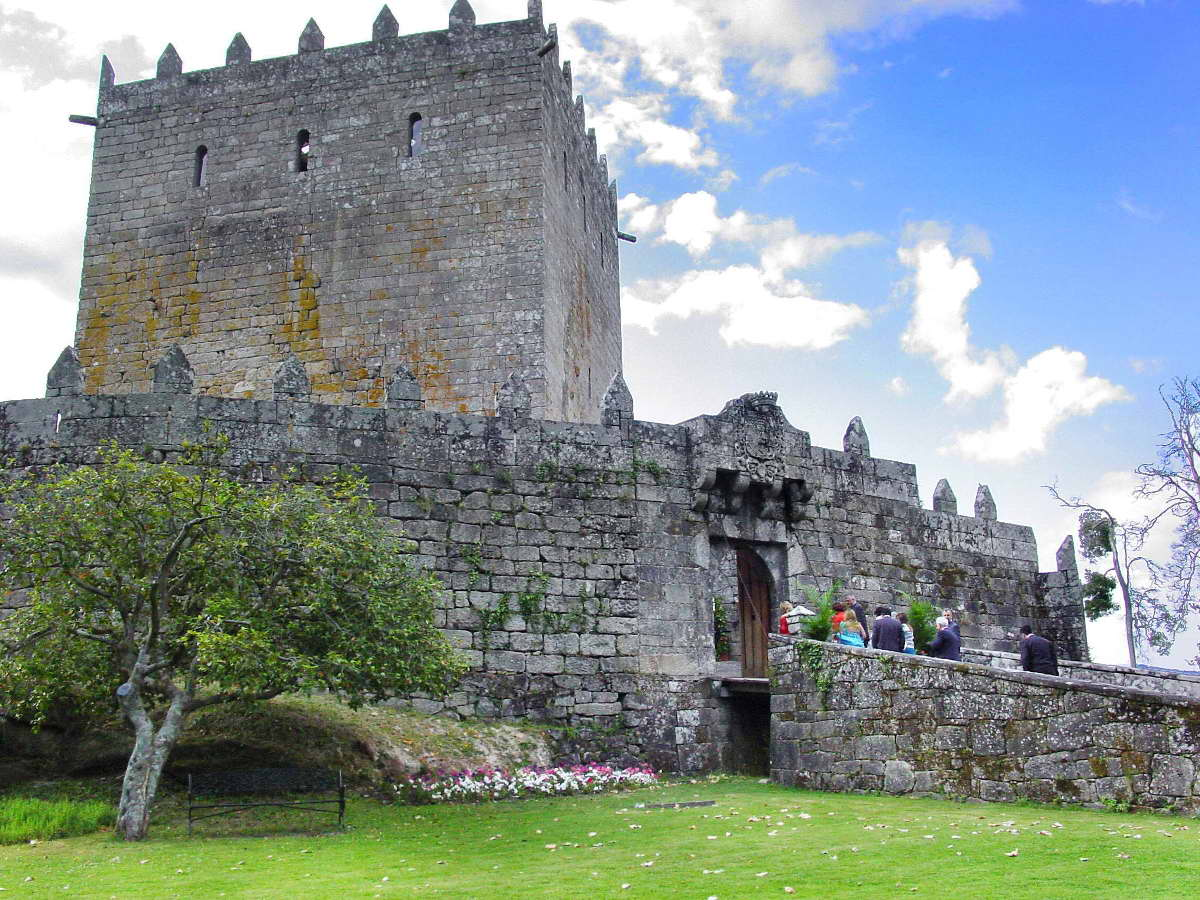
Castelo de Soutomaior.

Paio Mendes Sored (1210 -?) foi o 2.º Senhor de Sotomaior e um Rico-homem da casa de Sotomaior do Reino de Castela. Contribuiu para o povoamento do Vale de Soto, localidade de La Paloma, em las Regueras, nas Astúrias. Do termo Soto veio a resultar o apelido da família que passou de geração em geração.

## Relações familiares
Foi filho de Mem Pais Sored (1180 -?), 1.º senhor de Sotomaior e de Inês Pires de Ambia (1190 -?) casou com Ermesenda Nunes Maldonado, filha de Nuno Pires Maldonado, Senhor da Casa de Aldana e de Aldara Fernandez Turrichão.  de quem teve:
1. Gonçalo Pais de Sotomaior casou com Teresa Eanes de Meira,
2. Álvaro Pais Sotomaior (1250 - ?) casou com Teresa Pais Rodeiro,
3. Mem Pais de Sotomaior casou com Inês de Meira,
4. Teresa Pais de Sotomaior (1240 -?) casou com Pedro Rodriguez Tenorio